# Österrike i olympiska sommarspelen 1948
Österrike deltog med 147 deltagare vid de olympiska sommarspelen 1948 i London. Totalt vann de en guldmedalj och tre bronsmedaljer.

## Medaljer

### Guld
- Herma Bauma - Friidrott, spjutkastning.

### Brons
- Ine Schäffer - Friidrott, kulstötning.
- Ellen Preis - Fäktning, florett.
- Fritzi Schwingl - Kanotsport, K-1 500 meter.